# Theodoros Papaloukas
Theodoros Papaloukas (en griego: Θεόδωρος Παπαλουκάς) es un exjugador de baloncesto nacido en Atenas (Grecia) el 8 de mayo de 1977 que perteneció a la plantilla del CSKA de Moscú. Fue internacional por su país y en verano de 2008 volvió al equipo de sus orígenes el Olympiacos BC, tras militar en su país en el Abelokipi (1996), Dafni (1997, 1998), Panionios BC (1999, 2000), Olympiacos BC del Pireo (2001) y CSKA de Moscú (2002-2008) Tras su regreso a Grecia jugó en el Maccabi Tel-Aviv de la liga israelí.
Papaloukas comenzó su carrera con el pequeño equipo local Ethnikos Ellinoroson.
Ganador del premio Jugador del Año 2006 de FIBA Europa.
En verano de 2007, renovó con CSKA de Moscú, tras rechazar diversas ofertas tentadoras provenientes de la NBA y de otros equipos importantes del baloncesto europeo, al firmar el contrato de mayor cuantía económica en Europa, que ascendía a 10 millones de dólares a percibir en tres años.
En 2011 fichó por el Maccabi Tel-Aviv, donde jugço hasta las navidades de 2012, cuando volvió al CSKA de Moscú a las órdenes de Ettore Messina.

## Clubes
- 1997-1999  AO Dafni
- 1999-2001  Panionios Atenas
- 2001-2002  Olympiakos
- 2002-2008  CSKA Moscú
- 2008-2011  Olympiakos
- 2011-2012  Maccabi Tel Aviv
- 2012-2013  CSKA Moscú

## Palmarés

### Selección nacional
- Campeonato del mundo de 2006 en Japón: Medalla de plata
- Campeonato de Europa de 2005 en Belgrado: Medalla de oro

### Clubes
- Euroliga : 2006 campeón, con CSKA Moscú, 2007 subcampeón con CSKA Moscú, 2008 campeón con CSKA Moscú, 2010 subcampeón con Olympiakos
- Superliga de baloncesto de Rusia : 2003-2010
- Copa de Grecia: 2002
- Copa de Rusia: 2005, 2006
- ABA Liga: 2012
- VTB United League: 2013

### Distinciones personales
- Jugador griego del año: 2001
- Mejor Jugador (MVP) de la Final Four de la Euroliga 2005-2006
- Jugador Europeo del año 2006, nombrado por la FIBA
- Incluido en el mejor quinteto de la Euroliga 2006.[2]
- Incluido en el segundo quinteto ideal de la Euroliga 2008-09.[3]
- Incluido en el mejor quinteto del Campeonato de Europa de 2005
- Incluido en el mejor quinteto del Campeonato del mundo de 2006
- Mejor jugador (MVP) de la Euroliga 2007